# Gobuntu

Gobuntu

Gobuntu este un sistem de operare GNU/Linux bazat pe Ubuntu și care folosește doar pachete de software liber.